# Acanthophyes albipennis
Acanthophyes albipennis är en insektsart som beskrevs av Carl Stål. Acanthophyes albipennis ingår i släktet Acanthophyes och familjen hornstritar. Inga underarter finns listade i Catalogue of Life.